# Polo na Letnich Igrzyskach Olimpijskich 1936
Polo na Letnich Igrzyskach Olimpijskich 1936 w Berlinie rozgrywane było w dniach 3 - 8 sierpnia. W turnieju uczestniczyło 5 zespołów - łącznie 21 zawodników (nie licząc rezerwowych). Drużyny podzielono na 2 grupy: mocniejszą z Argentyną, Meksykiem i Wielką Brytanią oraz słabszą z Niemcami i Węgrami, której drużyny mogły walczyć co najwyżej o 3. miejsce. Był to ostatni raz, kiedy polo znalazło się w programie igrzysk olimpijskich.

## Medaliści
| Złoto:                                                                     | Srebro:                                                                                | Brąz:                                                            |
| ArgentynaManuel Andrada · Roberto Cavanagh · Luis Duggan · Andrés Gazzotti | Wielka BrytaniaDavid Dawnay · Bryan Fowler · Humphrey Patrick Guinness · William Hinde | MeksykJuan Gracia · Julio Mueller · Antonio Nava · Alberto Ramos |

## Wyniki
Grupa słabsza

Węgry	        8–8 	Niemcy

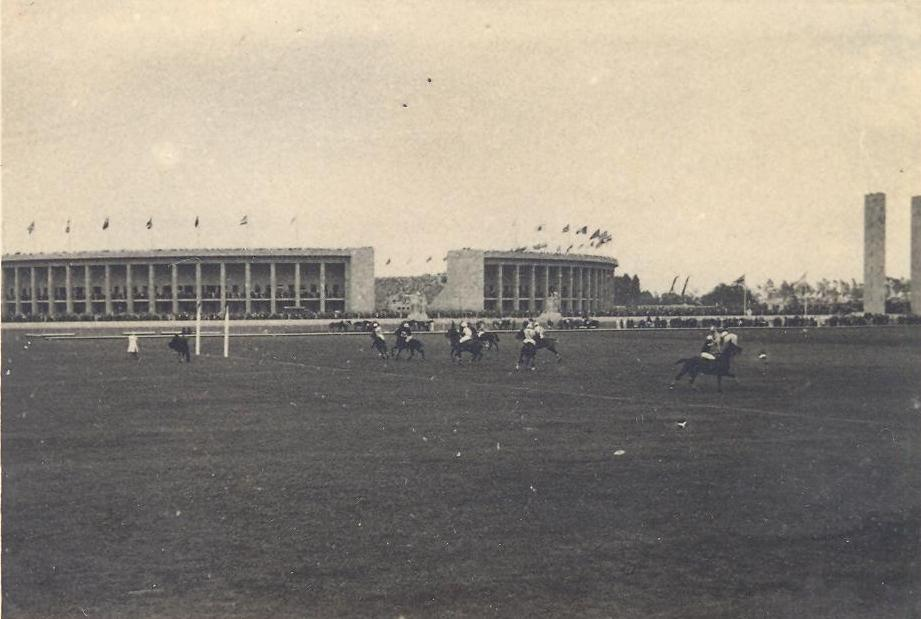
Polo na Letnich Igrzyskach Olimpijskich 1936

Węgry  	        16–6 	Niemcy - mecz powtórzony

Grupa mocniejsza
	
Wielka Brytania	        13–11 	Meksyk
 	
Argentyna 	15–5 	Meksyk
 	
Argentyna 11-0 	Wielka Brytania - finał

O 3 miejsce
	
Meksyk	        16–2 	Węgry